# Związek Komunistów Polskich „Proletariat”
Związek Komunistów Polskich „Proletariat” – partia polityczna uważająca się za kontynuatorkę Polskiej Zjednoczonej Partii Robotniczej. ZKP „Proletariat” powstał w 1990 roku w Dąbrowie Górniczej, gdzie miał też swą siedzibę ogólnokrajową. Grupę inicjatywną powołano 7 lipca 1990 na I Zjeździe Organizacyjnym w Katowicach i utworzono Związek Komunistów Polskich „Proletariat”. 28 sierpnia 1990 sąd zarejestrował partię polityczną.
W latach 1991–1996 ZKP „Proletariat” wchodził w skład koalicji Sojusz Lewicy Demokratycznej, jednak po uchwaleniu – uznanej za „reakcyjną” (m.in. art. 13 o ustrojach totalitarnych) – konstytucji w 1997 opuścił jej szeregi. 22 maja 2000 Sąd Okręgowy w Warszawie wyrejestrował partię i postawił ją w stan likwidacji. Po rozwiązaniu i uprawomocnieniu się wyroku o likwidacji partii w marcu 2002, w lipcu tego samego roku większość działaczy powołała do życia Komunistyczną Partię Polski, natomiast frakcja mniejszościowa Polską Socjalistyczną Partię Robotniczą.
Przewodniczącym ZKP „Proletariat” był dr hab. Zbigniew Wiktor. Sekretarzem i skarbnikiem ugrupowania był Marian Indelak. W partii działali m.in. Ludwik Hass i Zygmunt Najdowski.

## Program

### Zagadnienia ustrojowe
Partia opowiadała się za dążeniem do rewolucji socjalistycznej i utworzenia państwa demokracji ludowej, którego najwyższym suwerenem miał być lud pracujący miast i wsi. Postulowała budowę szerokiego frontu ludowo-patriotycznego, aby przeciwstawić się kapitalistycznej transformacji i stworzyć grunt pod budowę państwa ludowego. Postulowano wprowadzenie jednoizbowego parlamentu, do którego zadań miało należeć stanowienie prawa, wybór oraz zatwierdzenie dekretów prezydenta. Posłowie powinni być wybierani i odpowiedzialni przed wyborcami, którzy mogliby ich odwołać w przypadku utraty zaufania.

### Program gospodarczy
Partia opowiadała się za zakazem prywatyzacji i reprywatyzacji gospodarki narodowej oraz sprzedaży majątku narodowego zagranicznym inwestorom, a także za zlikwidowaniem możliwości ingerencji zagranicznych podmiotów w polską gospodarkę. Domagała się rozwiązania i zakazania tworzenia prywatnych spółek, które działałyby na bazie przedsiębiorstw i instytucji państwowych, zachowując preferencje dla spółdzielni i sektora państwowego. W kwestii podatków partia opowiadała się za wysokim podatkiem progresywnym od zysków i dochodów, które są przeznaczone na spożycie. 

### Kwestie społeczne
W kwestiach społecznych Związek Komunistów Polskich „Proletariat” prezentował socjalistyczne stanowisko. Partia domagała się ustawowego zakazu prywatyzacji służby zdrowia, reformy rent i emerytur w sposób zapewniający ten sam poziom życia weteranom pracy, a także opracowanie kierunków polityki mieszkaniowej przez państwo, które miało gwarantować tanie mieszkania oraz zakazu prywatyzacji i komercjalizacji edukacji.

### Polityka zagraniczna
Związek Komunistów Polskich „Proletariat” opowiadał się za utrzymaniem stosunków gospodarczych ze wszystkimi partnerami zagranicznymi na zasadach równości i wzajemnych korzyści bez rezygnacji z suwerenności ekonomicznej. Partia była przeciwna przystąpieniu Polski do NATO i Unii Europejskiej.